# Evan Fraser
Evan David Gaviller Fraser (* 1973) ist ein britisch-kanadischer Geograph an der University of Guelph.
Fraser studierte an der University of Toronto zunächst Anthropologie (Bachelor 1996) und anschließend einen Forstwissenschaftlichen Master an der University of British Columbia. Dort promovierte er 2002 in Resource Management and Environmental Studies. Anschließend war Fraser Associate Professor und Inhaber des „Canada Research Chair in Global Human Security“ am Department of Geography der University of Guelph sowie Senior Lecturer an der School of Earth and Environment der University of Leeds.
Evan Fraser forscht zu globalen Anpassungsmechanismen an Faktoren des sogenannten Globalen Wandels. Wichtigstes Ziel ist die Ernährungssicherheit vor den Einflussgrößen Klimawandel, begrenzte Ressourcen und sich wandelnde ökonomische Situationen.

## Ausgewählte Publikationen
- E. Fraser, E. Simelton, M. Termansen, S. Gossling, A. South: Vulnerability Hotspots: Integrating socio-economic and hydrological models to identify where cereal production may decline in the future due to climate change induced drought. In: Agriculture and Forest Meteorology. Band 170, März 2013, S. 195–205.
- E. Fraser: Can economic, land use and climatic stresses lead to famine, disease, warfare and death? Using Europe’s calamitous 14th century as a parable for the modern age. In: Ecological Economics. Band 70, Nr. 7, 2011, S. 1269–1279.
- E. Fraser, M. Termansen, K. Hubacek, A. Dougill, C. Quinn, J. Sendzimir: Assessing vulnerability, resilience and adaptive capacity to climate change in arid/semi-arid social ecological systems. In: Ecology and Society. Band 16, Nr. 3, 2011, S. 3.

### Bücher
- E. Fraser, A. Rimas: Empires of Food: Feast, Famine and the Rise and Fall of Civilizations. Free Press/Simon and Schuster (US) and Random Books/Random House (UK) 2010, ISBN 978-1-4070-6014-9.
- A. Rimas, E. Fraser: Beef: The Untold Story of How Milk, Meat, and Muscle Shaped the World. William Morrow/HarperCollins (US) and Mainstream (UK) 2008, ISBN 978-1-84596-438-2.